# Centruroides insulanus
Espèce
Synonymes
- Centrurus insulanus Thorell, 1876

Centruroides insulanus est une espèce de scorpions de la famille des Buthidae.

## Distribution
Cette espèce est endémique de Jamaïque.

## Description
Le mâle syntype mesure 65 mm et la femelle syntype 64 mm.

## Publication originale
- Thorell, 1876 : « Études Scorpiologiques. » Atti della Societa Italiana di Scienze Naturali, vol. 19, p. 75–272 (texte intégral).